# 德國佔領捷克斯洛伐克

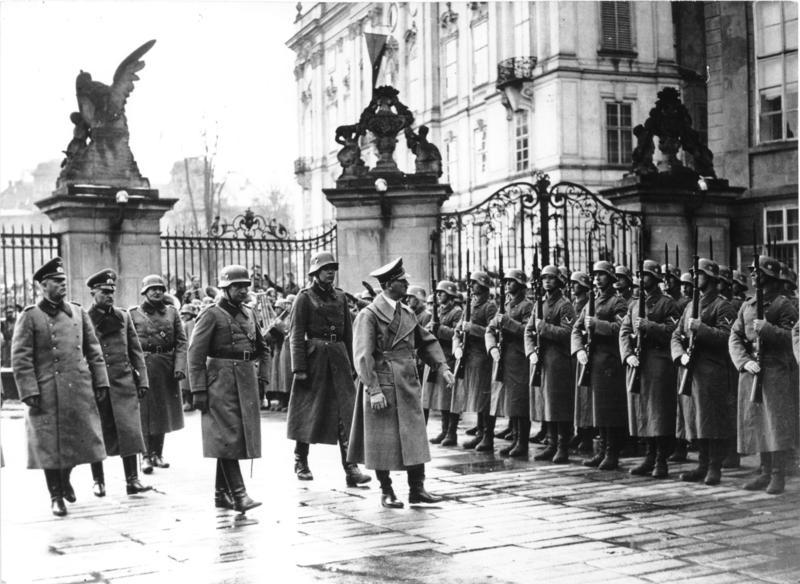
希特勒元首在布拉格城堡閱兵

德國佔領捷克斯洛伐克是第二次世界大战爆发前于1938年起发生的纳粹德国對捷克斯洛伐克第一共和國進行的軍事佔領行動。事件的原因是对蘇台德區（又譯蘇德台區）主权的争执。德國對捷克斯洛伐克第二共和國的軍事佔領始於1938年德國吞併蘇台德地區，隨後建立波希米亞和摩拉維亞保護國。隨著1944年底蘇聯和西方盟國反攻入德國本土，擴大到捷克斯洛伐克全境。
繼1938年3月德奧合併，以及1938年9月《慕尼黑協定》後，希特勒吞併了居住在捷克地區的德國人。因為廣泛的捷克斯洛伐克邊境防禦工事位於蘇台德地區，因此1938年10月1日開始的蘇台德地區併入德國使捷克斯洛伐克的其他地區變得虛弱。此外，被稱為扎奧爾傑的邊境地區的一小塊東北部被佔領併吞並到波蘭第二共和國，表面上是為了“保護”當地的波蘭民族社區。通過1938年11月第一次維也納仲裁裁決，匈牙利獲得了斯洛伐克和喀爾巴阡山脈的南部領土，這些領土主要由匈牙利人居住。
隨著斯洛伐克國於3月14日宣布獨立，第二天匈牙利佔領吞並了喀爾巴阡烏克蘭。 1939年3月15日，在訪問柏林期間，捷克斯洛伐克總統伊米爾·哈卡被脅迫簽署了斯洛伐克的獨立。1939年3月16日，希特勒在布拉格城堡宣布成立波希米亞和摩拉維亞保護國，並讓哈查成為毫無權力的保護國總統，並獲得國家總統頭銜。真正的權力屬於帝國保護國總督。佔領以二戰德國投降而告終。

## 过程
1938年3月28日阿道夫·希特勒在柏林召见康拉德·亨莱因并命令他向捷克斯洛伐克政府就民族问题提出无法满足的要求（希特勒原话：“捷克人的要求如此多，以至于我们根本不可能满意。”）。4月24日亨莱因在希特勒的支持下提出了八项要求，其中包括与捷克政府平等、完全自主，以及赔偿德国人从1918年开始蒙受的所有不平等造成的损失。
由于捷克斯洛伐克政府获得了（可能不正确的）德国军队被迁往捷克斯洛伐克的边境的报道，因此捷克斯洛伐克政府于5月21日进行部分动员。九天后希特勒作为对捷克斯洛伐克的动员令的反应发布了详细地、消灭捷克斯洛伐克的计划。
9月21日捷克斯洛伐克政府接受了一个法国和英国的建议，根据这个建议德国人在居民中占50%以上的地区交给德国。9月23日希特勒拒绝这个计划后捷克斯洛伐克进行总动员。
9月29日和30日法国（達拉第）、英国（内维尔·张伯伦）、意大利（贝尼托·墨索里尼）和德国（阿道夫·希特勒）的首脑在德国慕尼黑会晤。9月30日，在捷克斯洛伐克缺席的情况下英国和法国在慕尼黑協定中同意让整个苏台德地区并入德国。
1938年3月28日阿道夫·希特勒在柏林召见康拉德·亨莱因并命令他向捷克斯洛伐克政府就民族问题提出无法满足的要求。康拉德·亨莱因认为他要向捷克斯洛伐克政府不断提出无法满足的要求，希特勒表示同意/赞许。

## 后果
虽然慕尼黑协定使得欧洲战争未于1938年就爆发，但是一年后，就在第二次世界大战爆发前不久，纳粹德国就将捷克的剩余部分以波西米亚和摩拉维亚保护国的形式吞并了。1938年5月和9月的总动员显示了捷克和斯洛伐克民族捍卫其共和国的决心。但是出于其政治上的考虑他们没有能够获得英国、法国和小协约国的支持。其结果是捷克斯洛伐克的崩溃。
慕尼黑协定的另一个结果是苏联改变其政策。苏联本来是参与讨论欧洲集體安全的，但是西方政府在处理苏台德区问题时故意忽视苏联。斯大林从中得出的结论导致了一年后的苏德互不侵犯条约。

## 内政后果
在德国军队裡以路德维希·贝克将军为首的一些军人坚信德国无法与西方列强作战。他们决定假如希特勒下达进攻令的话他们就将逮捕希特勒。他们甚至向英国透露了这个计划并要求英国不要让步。但是慕尼黑协定的达成使得这个政变计划失效：希特勒获胜。德国内部的反对派再也没有从这次失败恢复过来。